# Лариса (герб)
Лариса (пол. Larysza, Larysa, Laryssa, Larissa, Larysz, Boryszow, Gleszyn) — польский дворянский герб.

## Описание и легенда
В белом поле два сошника, положенные рядом концами вверх, а остриями влево и вправо.
Название герба объясняют дарованием его переселенцам из Лариссы, города Фессалии, а помещёние в нём сошников — тем, что лица эти прежде не занимались земледелием. На основании этой версии представители данного герба относятся к гаплогруппе (Y-ДНК) — E1b1b1.

## Герб используют
Chechelski, Chocholaty, Chochoładzki, Chochołaty, Damański, Domański, Dumański, Ilczewski, Janczewski, Karwin, Larisch, Lariss, Larson, Lebla, Łastowiecki, Łastowski, Лащинськи, Лащинские  (Łaszczyński), Madaleński, Madaliński, Magdaleński, Mendalski, Męczalski, Mędelski, Nadaliński, Niedzielski, Palimączyński, Pendnowski, Perzanowski, Przecławski, Reczyński, Szokalski, Wilichowski, Wnuczek, Zdanowski, Zdunowski